# Roberto Carvalho Cauê
Roberto Carvalho Cauê (n. 22 aprilie 1987, Porto Alegre), simplificat Cauê, este un fotbalist brazilian, care evoluează pe postul de fundaș central la clubul din țara sa natală, SE Gama.